# Semilabeo notabilis
Semilabeo notabilis es una especie de peces de la familia
Cyprinidae en el orden de los Cypriniformes.

## Morfología
- Los machos pueden llegar alcanzar los 34 cm de longitud total[1] y 2.000 g de peso.[2][3]

## Hábitat
Es un pez de agua dulce y de clima subtropical.

## Distribución geográfica
Se encuentran en Asia.